# Carlo Infascelli
Carlo Infascelli (Roma, 31 agosto 1913 – Roma, 30 ottobre 1984) è stato un produttore cinematografico, regista e sceneggiatore italiano.
Nato a Roma, Infascelli ha iniziato la sua carriera come produttore nei primi anni '40. Ha diretto sei film, ma si è dedicato soprattutto al lavoro di produttore, iniziato nel 1942 con L'affare si complica. Poco dopo la fine della seconda guerra mondiale, dopo un viaggio in Svezia acquistò i diritti per importare e distribuire in Italia diversi film svedesi degli anni '30 e '40, e da allora iniziò un'intensa attività di importatore, facendo scoprire al pubblico italiano registi quali come Ernst Lubitsch, G.W. Pabst e Robert Siodmak. Negli anni Cinquanta, a partire da Canzoni di mezzo secolo, ottiene un grande successo con una serie di commedie antologica musicale diretta da Domenico Paolella. A partire dal 1963 ha anche scritto e diretto numerosi film, principalmente commedie. Negli anni '60 ha coprodotto molti registi francesi come Richard Pottier, Philippe Agostini, Pierre Chevalier, Hervé Bromberger, Claude Chabrol, Robert Enrico o Georges Lautner.
Nel 1963 si dedica alla regia, prima coi musicarelli, poi coi decamerotici e infine nel 1974 con Il bacio di una morta, film storico dell'orrore tratto da un romanzo di Carolina Invernizio.
Dopo la morte del figlio Roberto Infascelli in un incidente stradale in Francia nel 1977, Carlo si ritirò dalla professione. È anche il padre di Fiorella Infascelli, classe 1952, lei stessa regista e sceneggiatrice.

## Filmografia
- I fuorilegge, regia di Aldo Vergano (1947)
- Amori di mezzo secolo (1954)
- Gran varietà (1954)
- Destinazione Sanremo, regia di Domenico Paolella (1959)
- I Teddy boys della canzone, regia di Domenico Paolella (1960)
- Robin Hood e i pirati, regia di Giorgio Simonelli (1960) - soggetto, sceneggiatore e produttore
- Il ratto delle Sabine, regia di Richard Pottier (1961) - produttore esecutivo
- Canzoni a tempo di twist (1962)
- Follie d'estate (1963)
- Canzoni, bulli e pupe (1964)
- Due mattacchioni al Moulin Rouge (1964)
- I ragazzi dell'Hully Gully (1964)
- Per un pugno di canzoni (1966)
- Un dollaro tra i denti, regia di Luigi Vanzi  (1967) - produttore
- Il Decamerone proibito (1972)
- Le mille e una notte all'italiana (1973)
- Il bacio di una morta (1974)